# Azida de mercúrio(II)
Azida de mercúrio(II) ou azida mercúrica é um composto químico de fórmula Hg(N3)2 que possui número CAS 14215-33-9.
Azida de mercúrio(I) ou azida mercurosa é um composto químico de fórmula química Hg2(N3)2 (ou Hg2N6).
Como todas azidas metálicas, se comportam como um explosivo, e neste caso, muito sensíveis, sendo explosivos primários.
A azida de mercúrio(I) possui estrutura que pode ser representada por:
N3-Hg-Hg-N3
Apresenta-se como cristais incolores, número CAS 38232-63-2, RTECS OV7045000, UN (DOT) 2025, Beilstein/Gmelin 233091 (G).
Possui massa molecular 485.24 ua, ponto de fusão de 205 a 210 °C, decompõe-se a 250 °C, insolúvel em água. possui índice de refração de 2.25 - 2.35, constante dielétrica de 5.6 a 4.7.

## Cuidados
Devem ser mantidas frias, seco, em local escuro e um fortemente selada embalagem. Devem ser mantidas longe de materiais incompatíveis, fontes de ignição e trabalhadores não treinados, em área segura e demarcada. As embalagens devem ser protegidas de danos físicos.
Embora as propriedades toxicológicas não tenham sido largamente investigadas, como todos os composto de mercúrio, são altamente tóxicos, podendo ser fatais se inalados, ingeridos e absorvidos pela pele. Efeitos de contato ou inalação podem ser retardados. Evitar qualquer contato com a pele.
Em caso de ingestão, requer assistência médica.